# Abyssomyces hydrozoicus
Abyssomyces Kohlm., 1970 è un genere di funghi che rientra nella classe dei Sordariomycetes. La relazione di questo taxon agli altri taxa della classe non è ben chiara (incertae sedis). Questo è un genere monospecifico, poiché contiene unicamente la specie Abyssomyces hydrozoicus Kohlm., 1970, scoperta in Antartide.